# Jo Grant
Josephine "Jo" Grant (también conocida como Jo Jones) es un personaje de ficción interpretado por Katy Manning en la longeva serie británica de ciencia ficción Doctor Who. Jo fue presentada por Barry Letts y Terrance Dicks en el primer episodio de la octava temporada de la serie, en 1971, como la nueva acompañante del protagonista en su tercera encarnación (Jon Pertwee). Tras la acompañante anterior del Doctor, Liz Shaw (Caroline John), que era una intelectual científica, el equipo de producción pensó en introducir una acompañante menos experimentada para que actuara como portavoz de la audiencia.
En la narrativa de la serie, Jo es una operativa civil junior de UNIT asignada como asistente del Doctor, que al principio está atrapado en la Tierra. Una vez recupera el control de su máquina del tiempo, la TARDIS, le acompaña en sus viajes por el espacio y el tiempo. Jo abandona la compañía del Doctor en el serial de 1973, The Green Death cuando se enamora de un profesor humano. En televisión, volverá a encontrarse con el Doctor más de treinta años después, en el episodio de The Sarah Jane Adventures Death of the Doctor.
Manning y Pertwee disfrutaron de una relación de trabajo cercana, y Manning pensaba que esto añadía éxito a la sociedad entre Jo y el Tercer Doctor. Aunque el personaje fue criticado por no mostrar una interpretación progresista de la mujer, Manning pensó que el feminismo no era una preocupación contemporánea, y que Jo tenía sus virtudes más allá de su inteligencia, como por ejemplo su lealtad. La salida del personaje se considera uno de los puntos más altos de emotividad de toda la etapa clásica de Doctor Who, Russell T Davies sintió la presión de mantenerse fiel a esta salida cuando reintrodujo el personaje en 2010.

## Apariciones
Jo apareció por primera vez en el serial de 1971 Terror of the Autons, tras ser asignada al Doctor (Jon Pertwee) como reemplazo de Liz Shaw (Caroline John). Al parecer, se ganó su trabajo en UNIT porque su tío, un funcionario público, había "movido algunos hilos". El Brigadier Lethbridge-Stewart (Nicholas Courtney) se la asigna al Doctor, que al principio se muestra consternado porque no es una científica, pero la acepta al no tener corazón para decir lo contrario. Se trata de una rubia, entusiasta, chispeante y a veces atolondrada, que rápidamente se gana el cariño de los otros miembros de UNIT, especialmente del Capitán Mike Yates (Richard Franklin) y el Sargento Benton (John Levene). El Tercer Doctor también está particularmente encariñado con ella, y ella es devota de él, rechazando alejarse de su lado incluso en situación de peligro mortal.
Hay muchos peligros por los que pasa, especialmente después de que los Señores del Tiempo le devuelvan al Doctor la habilidad de viajar en el tiempo y el espacio. Jo se enfrenta a los peligros y las maravillas del viaje con el Doctor con coraje y determinación valerosa. Junto con el Doctor y UNIT se encontrará con peligros como narcisos asesinos, monstruos devoradores de tiempo, y El Amo (Roger Delgado). Será miniaturizada, hipnotizada, arrojada a través del tiempo, envejecida hasta el borde de la muerte y amenazada por gusanos gigantes y antiguos demonios. Con el tiempo, Jo se hará más confiada y madura, hasta ser lo suficientemente independiente para compararse con el Doctor, lo que hará en su último serial, The Green Death, entre mayo y junio de 1973. Durante los eventos de esa historia, Jo se enamora del profesor Clifford Jones (Stewart Bevan), un joven científico ganador de un premio Nobel que dirige a un grupo ecologista. Al final, accede a casarse con Jones y marcharse con él al Amazonas para estudiar su vegetación, noticia que el Doctor recibe con una mezcla de orgullo y tristeza.
Jo Grant (ahora Jo Jones) regresó en dos episodios de la cuarta temporada de The Sarah Jane Adventures en Death of Doctor (2010), conociendo a la acompañante que la sustituyó, Sarah Jane Smith (Elisabeth Sladen), y después al Undécimo Doctor (Matt Smith). Las dos asistieron al funeral del Doctor, pero después descubrieron que unos alienígenas fingieron su muerte para robar la TARDIS usando los recuerdos de Jo y Sarah. Jo aún está casada y viaja con su nieto Santiago (Finn Jones). Envidia a Sarah Jane por haber tenido varios encuentros con el Doctor desde que le abandonó, pero ha tenido una vida plena viajando por el mundo promocionando causas humanitarias y ecologistas. Tras devolverla a Londres, el Doctor le revela a Jo que la ha visitado en secreto en el momento que pensaba que se estaba muriendo.

## Historia conceptual

### Doctor Who(1971-73)
Para su primera temporada, el productor Barry Letts había trabajado principalmente en historias heredadas del anterior equipo de producción. Cuando llegó la hora de enfrentarse a su aproximación y la del editor de guiones Terrance Dicks a la siguiente temporada, indicaron la necesidad de reemplazar a la asistente del Doctor, con el objetivo de encontrar una identifiación de la audiencia. La anterior acompañante Liz Shaw había sido concebida como una científica brillante que podía discutir materias con el Doctor de igual a igual; el reemplazo sería alguien más joven e inocente, alguien que pudiera preguntas "¿Doctor, de qué va todo esto?". Otras fuentes, incluyendo a Barry Letts, han dicho que había la idea inicial de hacer el personaje más "exótico", con un lado más duro y sexy, pero no brillante académicamente, para darle al Doctor la deseada oportunidad (por Pertwee) de interpretar la figura paternalista. Junto con el nuevo segundo al mando del Brigadier, el capitán Mike Yates, el personaje de Jo Grant se inspiró en la pareja hombre-mujer formada por Jamie McCrimmon y Victoria Waterfield, a la que Letts había dirigido anteriormente, con la intención de una posible subtrama romántica entre los dos. Sin embargo, Manning dijo en una entrevista de 1998 con SFX que "Con Jon y yo no había necesidad de poner ningún interés romántico en el programa porque estaba esta cercanía entre Jo y el Doctor, y no había sitio en ellos para nada más".
Letts y Dick también pretendieron que Jo Grant se desarrollara yendo más allá del estereotipo de "muñequita que simplemente se queda ahí y grita". Se decidieron por la joven actriz Katy Manning, cuya personalidad les había impresionado en una audición de otro modo caótica. Otras en las que se pensó para el papel incluyen Yutte Stensgaard, Shakira Baksh y Gabrielle Drake. Según los comentarios de Letts en el DVD de Terror of the Autons, Rula Lenska y Anouska Hempell también acudieron a la audición. El mismo DVD señala que el propio Pertwee se había fijado en Manning en vestíbulo del BBC Television Centre, pero no sabía quien era. Le dijo a Letts que había visto a la "actriz perfecta" para el papel, pero Letts no sabía a quién estaba ensalzando. Cuando Letts eligió a Manning y se la presentó al protagonista, Pertwee se mostró encantado y dijo "Te dije que ella era la chica para el papel". Tanto Jenny McCraken como Cheryl Hall explicaron en los comentarios del DVD de la "edición especial" de Carnival of Monsters que estuvieron en la lista final de seis actrices para el papel de Jo y que perdieron contra Manning. Barry Letts las eligió a las dos para Carnival of Monsters después de sus audiciones.
Como anteriores acompañantes, el personaje de Manning se vestía con ropa contemporánea, dando puntos de referencia para la audiencia de una serie de ciencia ficción que no podía incorporar elementos cotidianos. Similarmente al Doctor de Pertwee, Jo Grant era un personaje de "acción", con la actriz realizando alguna de sus propias escenas peligrosas - algo entendible, teniendo en cuenta que su diminuta estatura no podía ser doblada por un especialista masculino - aunque es debatible si el personaje rompió por completo algún estereotipo. Refiriéndose a sus apariciones, Manning declaró que el feminismo "no se habría discutido en mi época" y que no era una preocupación en la representación de Jo. Pensaba que Jo proporcionaba un buen contraste a la confianza intelectual del Doctor; era capaz de hacerse cargo de una situación un momento antes de actuar irracionalmente en la siguiente, lo que la hacía "emocionante para todos". Manning pensó que aunque "la academia no era su punto fuerte... la lealtad sí lo era" diciendo que su personaje "pasaría por el infierno y cruzaría océanos por cualquiera del grupo de UNIT". Piers D. Britton autor de trabajos de referencia de Doctor Who pensó que la caracterización de Jo la situaba como subordinada del Doctor, por ejemplo, ella anima "la asunción de que ella es la pupila". El interés romántico de Jo, Clifford Jones, en The Green Death se posiciona tanto como "una versión más joven del Doctor" como "su apropiado reemplazo en su orden heteronormativo".

### TheSarah Jane Adventures(2010)
En abril de 2010, se anunció en una rueda de prensa que el personaje regresaría en un próximo episodio de la cuarta temporada del spin-off de Doctor Who, The Sarah Jane Adventures, que también tendría como invitado a Matt Smith, el Undécimo Doctor. Elisabeth Sladen, que interpretaba el papel protagonista de Sarah Jane Smith en el spin-off, indicó que estaba "encantada de trabajar con Manning", ya que conocía a la actriz desde hace mucho tiempo. Manning se sorprendió pero le agradó mucho que le pidieran aparecer en el spin-off; interpretar a Jo otra vez era algo que ella "nunca había considerado realmente". Russell T Davies, productor ejecutivo de Doctor Who entre 2005 y 2010 y creador de The Sarah Jane Adventures, indicó posteriormente en una entrevista con Doctor Who Magazine que el regreso de Jo sería algo más que un "cameo" y una aparición "vigorosa".
Davies sintió la presión de mantenerse fiel al personaje original de Jo. En una entrevista con SFX dijo que había visto episodios del antiguo programa "por primera vez en su vida" para planificar una historia dentro del universo de Doctor Who. Quería "preservar la absoluta belleza de lo que habían hecho Barry Letts y Terrance Dicks" con la última historia de Manning, The Green Death. Manning se "sorprendió de cómo todo regresó" y pensó que Davies había "hecho un trabajo maravilloso mostrando cómo había evolucionado Jo a lo largo de los años". Pensó que Jo aún era "la jovencita atemorizada" que era pero "atemperada con experiencia y madurez". Davies expresó su aseveración de que el personaje lo habíamos dejado "con la promesa de felicidad, aventura, amor y gozo" y que estaría mal interferir con eso.

## Impacto mediático y recepción
En su libro de 2005, Inside the Tardis: The Worlds of Doctor Who, James Chapman describió a Jo como una regresión a la "tontita gritona" así como a "la muñequita de buenas intenciones pero propensa a los accidentes". Dice, sin embargo que la "personalidad atractiva y el extraño sex appeal" de Manning "la hicieron una de las acompañantes más populares de Doctor Who". El personaje sigue siendo recordado por este sex appeal, sobre todo recordando una sesión fotográfica suya desnuda en Girl Illustrated junto a un Dalek, lo que Chapman dice "le dio un significado diegético extra en la historia popular de Doctor Who". Lester Haines del sitio web británico de tecnología y opinión The Register dijo que a la luz de una sesión similar (vestida) de Kylie Minogue en 2007 para promocionar su papel de Astrid Peth que era "poco probable que reemplazara a Katy Manning en el afecto de los fans veteranos". Refiriéndose a la apariencia de Manning en la portada de Girl Illustrated, el tabloide británico Daily Star describió a Jo Grant como "la acompañante más pícara del pasado".
En una encuesta en línea de Radio Times en 2010 con más de 3.000 participantes, Jo fue votada la novena acompañante más popular entre 48 opciones. Gavin Fuller de The Daily Telegraph listó a Jo como la octava mejor acompañante de la historia de Doctor Who, describiéndola como un "contraste perfecto" y "enfermizamente leal". Adicionalmente pensó que ella y el Tercer Doctor formaban "una de las parejas más cálidas de Doctor-acompañante de la serie original, como se vio claramente en su escena de despedida". En 2011, Mark Harrison de Den of Geek listó la salida del personaje como la tercera mejor despedida de un acompañante, diciendo que fue "lo más emotivo de la era de Jon Pertwee" y "una salida agridulce para una de las más populares acompañantes". Will Salmon de SFX similarmente listó la marcha de Jo como la cuarta mejor despedida, notando como era la primera vez que el Doctor estaba "verdaderamente disgustado" desde que dejó a Susan Foreman. Russell T Davies pensó que los momentos emotivos como la salida de Jo estaban fuertemente definidos en la etapa original de Doctor Who, siendo "tan memorable (para los fans) simplemente porque son los únicos pequeños momentos emotivos de toda la serie".
Fraser McAlpine, revisitando las apariciones de Jo como acompañante para el blog Anglophenia de BBC America pensó que tuvo éxito como contraste del "huraño" Tercer Doctor, teniendo "la chispa de hoy en día de su lado". Pensó que Manning representó su "entremezclada inocencia hermosamente" y pensó que su marcha ilustaba la soledad innata del Doctor. Christopher Bahn de The A.V. Club señaló que Jo era "una de sus favoritas" pero que a pesar de su "dulce y bello carisma", era "un gran paso atrás" respecto a su predecesora Liz Shaw en términos de emparejar al Doctor con un igual. Discutiendo el regreso de Jo en Death of the Doctor de The Sarah Jane Adventures, Ian Berriman, de la revista SFX, pensó que "Davies encajó el personaje en el momento en que ella cruzó la puerta, con su naturaleza torpe, parloteante y dulce". Pensó que "Fue realmente genial tenerla de vuelta" y dijo que la interacción entre Jo y Sarah Jane era "un regalo".